# Spacetoon
 (juin 2017).
Si vous disposez d'ouvrages ou d'articles de référence ou si vous connaissez des sites web de qualité traitant du thème abordé ici, merci de compléter l'article en donnant les références utiles à sa vérifiabilité et en les liant à la section « Notes et références ».
Spacetoon est la première chaine privé consacré à l'enfant au Monde arabe, implanté à Dubai Media City.
Elle a été créée en 2000.

## Spacetoon
Spacetoon (ou SpaceToon) est un groupe regroupant séries TV, radio, licences, marchandises et autres productions aussi étendues en Indonésie. Le groupe possède les plus grandes industries de doublage du Moyen-Orient. En somme, cette chaîne promeut l'éducation, la santé, l'environnement et la valeurs familiales. Les organisations telles que l'UNICEF et l'Organisation mondiale de la santé utilisent cette chaîne pour transmettre des informations à la jeune génération.
SpaceToon TV est consacré :
- à la culture des personnes de tout âge ;
- à la valorisation des héritages familiaux ;
- à la création, l'expression, l'éducation ;
- aux informations ;
- à la fondation d'une société moderne.

La filiale SpaceToon Kids TV, recense 130 millions de téléspectateurs à travers l'Afrique du Nord et le Moyen-Orient. La chaîne diffuse ses émissions 7 jours/7 et 24 heures/24.
En 2005, le groupe a lancé une chaîne anglophone diffusée en Afrique du Nord et en Afrique de l'Est. SpaceToon diffuse actuellement ses programmes en Indonésien et Arabe.

## Dessins animés diffusés sur Spacetoon
C'est une chaîne pour enfant qui a été lancée le 27 mars 2000. La chaîne diffuse les dessins animés suivants :
- Anatole (Bon Bon)
- Ben 10 (Action)
- Charlotte aux fraises (2003) (Zomorada)
- Code Lyoko (Action)
- Doraemon (1979) (Bon Bon)
- Doraemon (2005) (Comedy)
- Dragon Ball Z (Action)
- Hunter x Hunter (Adventure)
- Détective Conan (Action)
- Dokidoki! PreCure (Zomorada)
- Eon Kid (Action)
- Fifi et ses floramis (Zomorada)
- Franklin (Bon Bon)
- Hamtaro (Zomorada)
- Jewelpet (Zomorada)
- Jewelpet Twinkle (Zomorada)
- Kidsongs (Abjad)
- Le laboratoire de Dexter (Comedy)
- Magical DoReMi (saisons 1-3; Zomorada)
- Oui-Oui (Bon Bon)
- Pichi Pichi Pitch : La Mélodie des Sirènes (Zomorada)
- Ranma ½ (Adventure)
- Rolie Polie Olie (Bon Bon)
- Smile PreCure! (Zomorada)
- Tokyo Mew Mew (Zomorada)
- Mooda Moody
- Falfool